# Cserhalmi Erzsébet
Cserhalmi Erzsébet, született: Drexler Erzsébet (Debrecen, 1949. február 20. – 2016. március 14.) magyar színésznő. 

## Életpályája
Kilencéves korában ismerte meg későbbi férjét, Cserhalmi Györgyöt. 1971–72-ben a 25. Színház, 1972 és 1976 között a Veszprémi Petőfi Színház, 1976 és 1978 között a Debreceni Csokonai Színház 1979-től a Mafilm társulatának tagja volt. 1970 és 1992 között több mint 20 filmben szerepelt mellékszereplőként, köztük Jancsó Miklós három filmjében is.
2016 márciusában hunyt el rákban. Április 5-én a debreceni Szent Anna-székesegyházban szűk családi körben tartottak gyászszertartást, majd április 11-én egy budapesti katolikus templomban helyezték végső nyugalomra a hamvait.

## Családja
Férje Cserhalmi György színművész volt, akitől született a lánya, Cserhalmi Sára 1982-ben.

## Színházi szerepeiből
- William Shakespeare: Hamlet – Színészkirálynő
- Makszim Gorkij Kispolgárok – Polja, Percsihin lánya, családoknál dolgozó varrónő
- Arthur Miller: Az ügynök halála – Jenny
- Vörösmarty Mihály: Csongor és Tünde – Berreh, ördögfi
- Móricz Zsigmond: Kerek Ferkó – Első lány
- Szabó Magda: Az a szép, fényes nap – A lány
- Száraz György: Az élet vize... Tildrum, romantikus táncoslány
- Peter Hacks: A béke – Vidám Tavasz
- Aleksander Fredro: Hölgyek és huszárok – Juli
- Hernádi Gyula – Jancsó Miklós: Fényes szelek... szereplő

## Filmjei
- Szép lányok, ne sírjatok! (1970)
- Kitörés (1971) – Ildikó, Laci barátnője
- Égi bárány (1971)
- Hangyaboly (1971)
- Még kér a nép (1972) – Galambos lány
- Meztelen vagy (1972) – Juli
- Jelbeszéd (1974)
- Magyar rapszódia (1979)
- Allegro barbaro (1979)
- Utolsó alkalom (1981, tv) – Kocsisné
- A zsarnok szíve, avagy Boccaccio Magyarország (1981) – Komorna
- Faustus doktor boldogságos pokoljárása (1982, tv-sorozat)
- Könnyű testi sértés (1983) – Kolléganő
- Szeretők (1984) – Barnáné
- István, a király (1984)
- Eszmélés (1984) – József úr húga
- A vörös grófnő (1985)
- Mata Hari (1985) – Virágárus lány
- Szörnyek évadja (1987) – Motoros lány
- Mr. Universe (1988)
- Egy teljes nap (1988)
- Kicsi, de nagyon erős (1989)
- A halálraítélt (1990)
- Goldberg variációk (1992) – Anya